# Megaselia foederalis
Megaselia foederalis är en tvåvingeart som beskrevs av Borgmeier 1962. Megaselia foederalis ingår i släktet Megaselia och familjen puckelflugor. Inga underarter finns listade i Catalogue of Life.